# 魏緩
魏緩，即公子緩（《史記》作公中緩，今從《竹書紀年》），魏武侯之子。
由於魏武侯生前沒有立儲君，武侯死後，魏緩與兄魏罃爭立為君，魏緩逃到趙國邯鄲。這時公孫頎入見韓懿侯，說：「魏罃與魏緩爭立為君，如今魏罃得到了王錯的輔佐，擁有上黨，只算擁有半個國家。趁這個機會除掉他，一定能打敗魏國的，可不能失去這個機會啊。」韓懿侯聽了很高興，就跟趙成侯合兵一起進攻魏國，即濁澤之戰，魏罃被圍困。
爾後趙韓兩國意見不合，趙成侯要殺魏罃，改立魏緩為魏君，並命魏緩割地予趙、韓兩國。韓懿侯卻說，要讓魏罃、魏緩「同時並立」，分成「兩個魏國」，魏國削弱，趙、韓兩國就沒有禍患了。韓懿侯跟趙成侯大吵一架後，各自退兵。
魏罃追擊，殺死了公子緩，成為魏君，史稱魏文惠王。